# Sandtrågspinnare
Sandtrågspinnare, Nola estonica, är en fjärilsart som beskrevs av Erki Õunap 2021. Sandtrågspinnare ingår i släktet Nola och familjen trågspinnare, Nolidae Arten förekommer sällsynt i Finland men är ännu inte funnen i Sverige. Eftersom arten beskrevs först 2021 har ingen rödlistebedömning ännu gjorts i Finland trots att fjärilen förekommer där. Fjärilen förekommer förutom i Estland och Finland även i Sydkorea och i östligaste Ryssland. Utbredningapet på ca 600 mil mellan de kända fyndplatserna kan möjligen förklaras av att får undersökningar är gjorda där emellan.